# ネヘミヤ記
『ネヘミヤ記』は旧約聖書中の一書で古代ユダヤの歴史を記す。キリスト教では歴史書として『エズラ記』のあとにおかれ、ユダヤ教では「諸書」の1つとして扱われる。
もともと『エズラ記』と『ネヘミヤ記』は1つの書物であると言われるが、それはその物語の内容の連続性や、同一の登場人物が登場しているためである。また、70人訳聖書の『エスドラ書』ともその内容が重複している。そのため『歴代誌』と『エズラ記』『ネヘミヤ記』は「歴代誌史家」とよばれる同じ著者グループの作品であるというのが定説である。しかし、必ずしもすべての研究者がそのことを認めているわけではなく、特に1人称（「私は…」）で記された箇所の背景にはエズラ、及びネヘミヤの回顧録が保存されていると考えられる。それぞれが別の著者によるものという理解が排除されているわけではない。
題名は、捕囚からの解放後、エルサレムに派遣されたペルシャの総督（もしくは宦官）で、エルサレムの城壁を再建し、民族の復興に尽力したとされる人物ネヘミヤに由来している。

## 内容
- ネヘミヤの事跡（1章-7章）
  - ネヘミヤのエルサレム行き（1－2章）
  - エルサレムの城壁の補修（3－7章）

- 律法の公布（8章-13章）
  - 律法の朗読
  - 城壁の奉献